# ياكوب بلاجيك
ياكوب بلاجيك (بالتشيكية: Jakub Blažek)‏ هو لاعب كرة قدم تشيكي في مركز الوسط، ولد في 20 أغسطس 1989 في بلزن في جمهورية التشيك. لعب مع FK Baník Sokolov ‏.

## وصلات خارجية
- ياكوب بلاجيك على موقع قاعدة بيانات كرة القدم.إي يو (الإنجليزية)
- ياكوب بلاجيك على موقع Soccerway.com (الإنجليزية)